# Phrurolithus festivus
Phrurolithus festivus – gatunek pająka z rodziny Phrurolithidae. Zamieszkuje palearktyczną część Eurazji.

## Taksonomia
Gatunek ten opisany został w 1835 roku przez Carla Ludwiga Kocha jako Macaria festiva. W 1839 roku ten sam autor umieścił go jako gatunek typowy w nowym rodzaju Phrurolithus.

## Morfologia

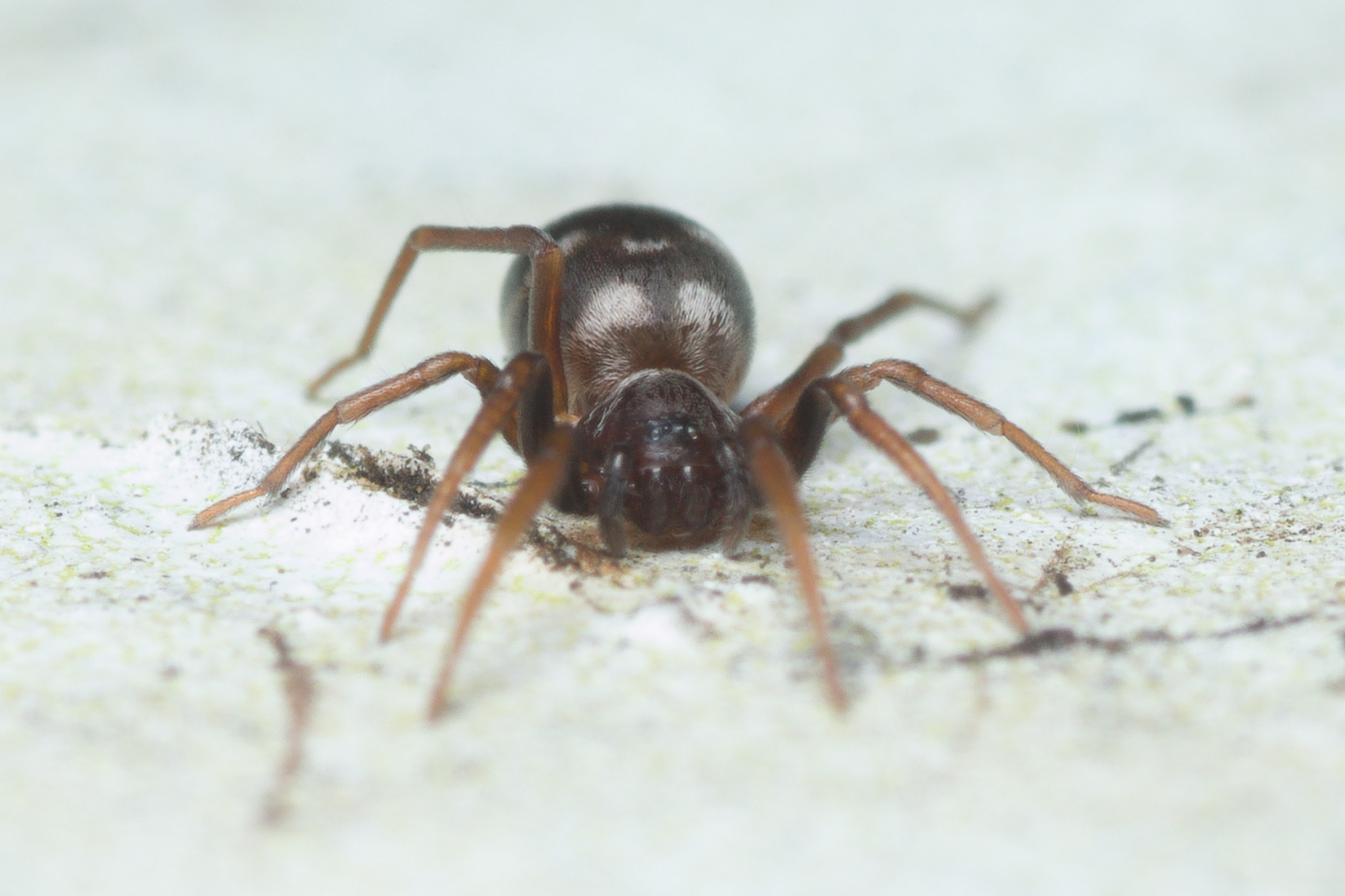
Samica, widok od frontu

Samce osiągają od 2,6 do 3 mm, a samice od 2,4 do 3,8 mm długości ciała. Karapaks zmierzony u 28 samców miał od 1,2 do 1,38 mm długości oraz od 0,97 do 1,2 mm szerokości, zaś u 52 samic od 1,04 do 1,35 mm długości i od 0,86 do 1,09 mm szerokości. Ubarwienie karapaksu jest pomarańczowe do ciemnobrązowego z białymi włoskami pośrodku części głowowej i dwoma rozchodzącymi się rzędami białych włosków w części tylnej. Szczękoczułki samca są ciemnobrązowe, zaś samicy brązowawe. Sternum ma kolor brązowy z ciemniejszymi brzegami. Odnóża są żółtawobrązowe z ciemniejszymi udami. Na udach dwóch początkowych par odnóży obecne jest czarne obrączkowanie. Opistosoma (odwłok) ma spód szarawy, żółtawobrązowy lub brązowy, zaś wierzch pomarańczowobrązowy do czarnego, z parą łatek białych włosków w częściach przednio-bocznych, białą zygzakowatą przepaską przez środek, a u samca jeszcze z kępką białych włosków na szczycie.
Nogogłaszczki samca mają bardzo dużą, łopatowatą, zaokrągloną i asymetrycznie zakończoną apofizę retrolateralną oraz szeroką i u wierzchołka zakrzywioną apofizę tegularną. Nasadowa część bulbusa jest wystająca, a jego odsiebna apofiza przechodzi nad szczytem zakrzywionego embolusa. Sięgająca nieco za bruzdę epigastryczną płytka płciowa samicy ma zesklerotyzowany tył i jeden mały otwór kopulacyjny, położony pośrodku. Przewody kopulacyjne są krótkie i szerokie, a pomiędzy poprzeczną spermateką pierwotną a otworem kopulacyjnym mają jeszcze duże i owalne wtórne zbiorniki nasienne.

## Występowanie
Pająk znany z Portugalii, Hiszpanii, Irlandii, Wielkiej Brytanii, Francji, Belgii, Holandii, Niemiec, Szwajcarii, Austrii, Włoch, Słowenii, Danii, Szwecji, Norwegii, Finlandii, Estonii, Łotwy, Litwy, Polski, Czech, Słowacji, Węgier, Białorusi, Ukrainy, Rumunii, Mołdawii, Bułgarii, Serbii, Czarnogóry, Macedonii Północnej, Grecji, Rosji, Turcji, Gruzji, Azerbejdżanu, Chin i Korei. Występuje do wysokości 1350 m n.p.m.
Zamieszkuje suche łąki, murawy napiaskowe i nawapienne, wrzosowiska, winnice, świetliste lasy i pobrzeża wód. Bytuje pod kamieniami i w ściółce. Dojrzałe samice są aktywne od lutego do października, a samce od marca do października.